# أنجيلو إف. جريكو
أنجيلو إف. جريكو هو محامي وسياسي أمريكي، ولد في 19 مارس 1925، وتوفي في 29 أبريل 2004. نشط حزبياً في الحزب الديمقراطي. وقد انتخب عضو جمعية ولاية ويسكونسن ‏.